# Ignác Leopold Kober
Ignác Leopold Kober, alternativně I. L. Kober (6. ledna 1825 v Praze – 26. května 1866), byl český nakladatel, tiskař, knihkupec. Byl otcem Karla Bohuše Kobera.

## Život
Nejdříve studoval na staroměstském gymnáziu, poté musel z rodinných důvodů studia opustit a začal se učit soustružníkem a pak zámečníkem ve Vídni. Tak se posléze i živil. Poté se přesunul do Tábora, kde se usadil s malým kapitálem jako pomocný cestující knihkupec. Po úspěchu si založil vlastní nakladatelskou firmu a přesunul se do Prahy. Dlouho se poté léčil v Janských Lázních a nemoc způsobila také předčasnou smrt.
Jako nakladatel se Kober nebál velkých podniků, jako třeba první české encyklopedie Riegrův slovník naučný. Vydal také populární Českomoravskou kroniku Karla Vladislava Zapa. Vydával Národní bibliotéku, souborná díla klasiků (Josef Kajetán Tyl, Karel Hynek Mácha, František Ladislav Čelakovský a Božena Němcová).